# Liste der Biografien/Jand
Liste der Biografien |
Portal Biografien |
Personensuche
# |
A |
B |
C |
D |
E |
F |
G |
H |
I |
J |
K |
L |
M |
N |
O |
P |
Q |
R |
S |
T |
U |
V |
W |
X |
Y |
Z |
?
 
Ja |
Jb |
Jd |
Je |
Jh |
Ji |
Jj |
Jl |
Jn |
Jm |
Jo |
Jp |
Jr |
Js |
Jt |
Ju |
Jv |
Jw |
Jy
 
Jaa |
Jab |
Jac |
Jad |
Jae |
Jaf |
Jag |
Jah |
Jai |
Jaj |
Jak |
Jal |
Jam |
Jan |
Jao |
Jap |
Jaq |
Jar |
Jas |
Jat |
Jau |
Jav |
Jaw |
Jax |
Jay |
Jaz
 
Jana |
Janb |
Janc |
Jand |
Jane |
Jang |
Janh |
Jani |
Janj |
Jank |
Janm |
Jann |
Jano |
Janr |
Jans |
Jant |
Janu |
Janv |
Jany |
Janz
Die Liste der Biografien führt alle Personen auf, die in der deutschsprachigen Wikipedia einen Artikel haben. Dieses ist eine Teilliste mit 57 Einträgen von Personen, deren Namen mit den Buchstaben „Jand“ beginnt.

## Jand

### Janda
- Janda, Anton (1904–1985), österreichischer Fußballspieler
- Janda, Constanze (* 1976), deutsche Rechtswissenschaftlerin
- Janda, Dalibor (* 1953), tschechischer Sänger
- Janda, Elsbeth (1923–2005), deutsche Conférencière und Kabarettistin
- Janda, Gunter (1933–2015), österreichischer katholischer Priester
- Janda, Hermine von (1853–1929), österreichische Landschafts- und Blumenmalerin
- Janda, Jakub (* 1978), tschechischer Skispringer
- Janda, Johannes (1827–1875), deutscher Bildhauer des Klassizismus
- Janda, Krystyna (* 1952), polnische Schauspielerin, Sängerin und SchriftstellerinKrystyna Janda (* 1952)

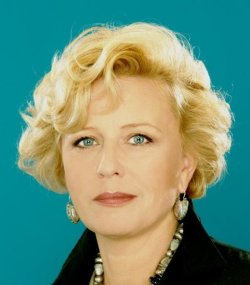
Krystyna Janda (* 1952)

- Janda, Ludwig (1919–1981), deutscher Fußballspieler und -trainer
- Janda, Michael (* 1964), deutscher Linguist, Indogermanist und Hochschullehrer
- Janda, Petr (* 1942), tschechischer Rocksänger, Songwriter und Gitarrist
- Janda, Petr (* 1971), tschechischer Badmintonspieler
- Janda, Petr (* 1987), tschechischer Fußballspieler
- Janda, Vladimír (1928–2002), tschechischer Arzt
- Janda, Zdenĕk, tschechoslowakischer Radrennfahrer
- Janda-Busl, Ingild (* 1941), deutsche Autorin
- Janda-Suk, František (1878–1955), tschechischer Leichtathlet
- Jandač, Josef (* 1968), tschechischer Eishockeytrainer
- Jandák, Vítězslav (* 1947), tschechischer Schauspieler und Kulturminister Tschechiens
- Jandali, Malek (* 1972), syrischer Komponist
- Jandamarra (1873–1897), Aborigine, kriegerischer Führer
- Jandarbijew, Selimchan Abdumuslimowitsch (1952–2004), tschetschenischer Dichter, Literaturwissenschaftler, Kinderbuchautor und kommissarischer Präsident Tschetscheniens (1996–1997)
- Jandásek, Ladislav (1887–1942), tschechoslowakischer Lehrer, Widerstandskämpfer gegen das NS-Regime

### Jande
- Jandek, US-amerikanischer Musiker
- Jändel, Ragnar (1895–1939), schwedischer Schriftsteller und Lyriker
- Jander, Caspar (* 2003), deutscher Fußballspieler
- Jander, Gerhart (1892–1961), deutscher Chemiker
- Jander, Hans (1930–2011), deutscher Konzertpianist und Hochschullehrer
- Jander, Martin (* 1955), deutscher Historiker und Journalist
- Jander, Walter (* 1904), deutscher Wirtschaftsfunktionär
- Jander, Wilhelm (1898–1942), deutscher Chemiker und Hochschullehrer
- Jandera, Josef Ladislav (1776–1857), tschechischer Geistlicher, Prämonstratenser, Mathematik und Hochschullehrer

### Jandi
- Jandino (* 1997), ecuadorianischer Sänger, Schauspieler und Songwriter

### Jandl
- Jandl, David (* 1984), österreichischer Basketballspieler
- Jandl, Ernst (1925–2000), österreichischer Dichter und SchriftstellerErnst Jandl (1925–2000)

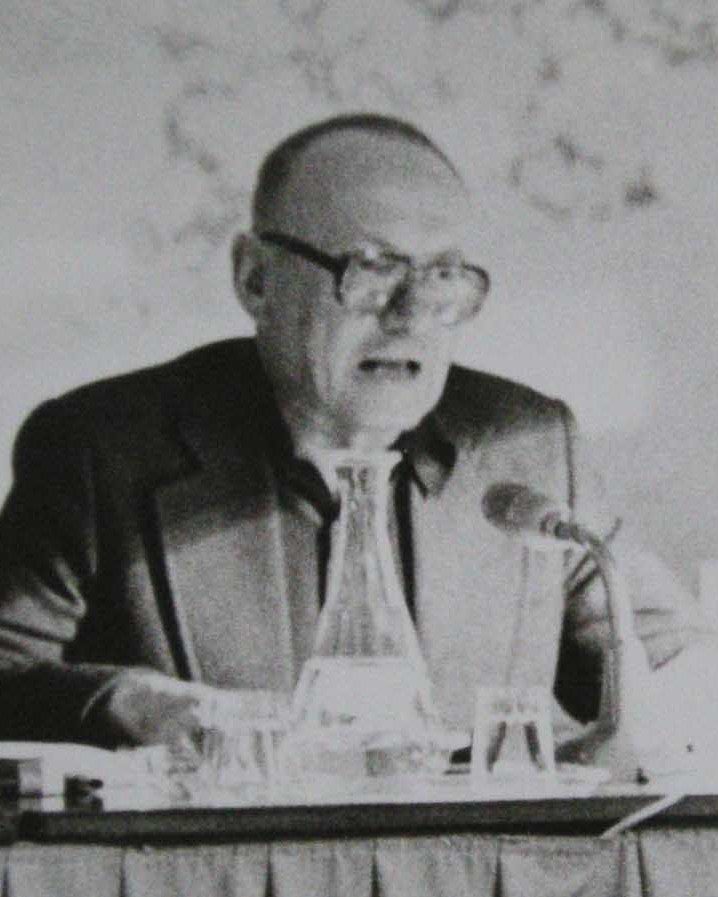
Ernst Jandl (1925–2000)

- Jandl, Gerhard (* 1962), österreichischer Diplomat
- Jandl, Hermann (1932–2017), österreichischer Schriftsteller
- Jandl, Horst K. (1941–2023), österreichischer Maler
- Jandl, Ivan (1937–1987), tschechischer Schauspieler
- Jandl, Paul (* 1962), österreichischer Kulturjournalist
- Jandl, Stephan (* 1988), österreichischer Handballspieler und -trainer

### Jando
- Jando (* 1970), deutscher Schriftsteller
- Jandó, Jenő (1952–2023), ungarischer Pianist und Musikpädagoge
- Jandołowicz, Marek († 1799), polnischer Priester und Unbeschuhter Karmelit
- Jandorf, Adolf (1870–1932), deutscher Unternehmer
- Jandová, Marta (* 1974), tschechische MusikerinMarta Jandová (* 1974)

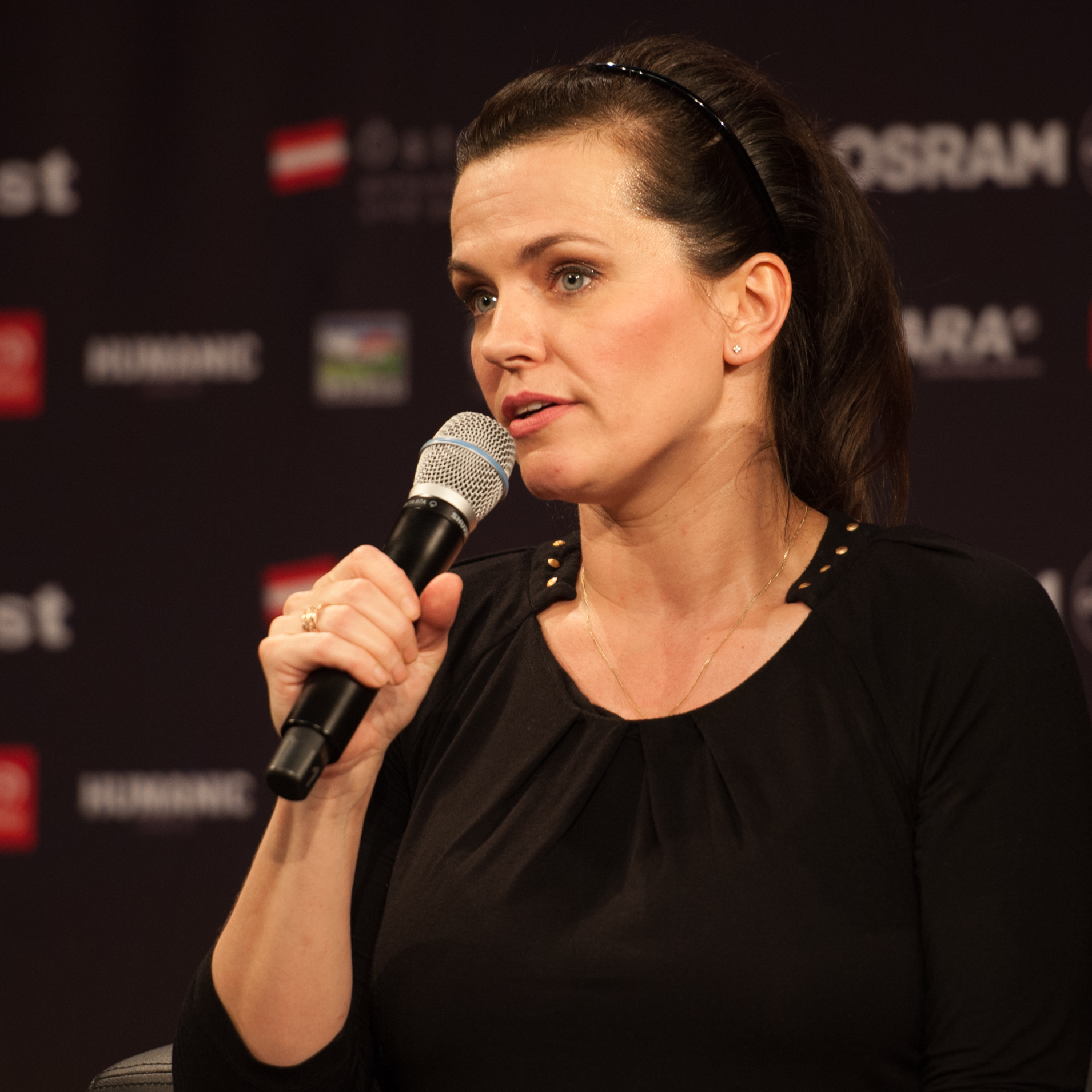
Marta Jandová (* 1974)

### Jandr
- Jandrasits, Günter (* 1960), österreichischer Rollstuhltennis-Spieler
- Jandrasits, Josef (1898–1951), österreichischer Politiker (ÖVP), Mitglied des Bundesrates
- Jandrey, Willy (1877–1945), deutscher Politiker (DNVP, NSDAP), MdR
- Jandrić, Todor (* 1998), serbischer Handballspieler
- Jandrisevits, Elias (* 2003), österreichischer Fußballspieler
- Jandrisevits, Peter (1879–1938), österreichischer Geistlicher und Politiker (CS), MdL (Burgenland)
- Jandrisits, Josef (* 1949), österreichischer Rockmusiker und Komponist
- Jandroković, Gordan (* 1967), kroatischer Politiker

### Jandt
- Jandt, Dieter (* 1954), deutscher Journalist, Schriftsteller und Hörspielautor

### Jandu
- Janduda, Henryk (1924–2008), deutsch-polnischer Fußballspieler